# Michael Schornstheimer
Michael Schornstheimer (* 1956 in Mainz) ist ein deutscher Soziologe und Journalist.

## Leben
Michael Schornstheimer studierte an der Freien Universität Berlin Soziologie, Volkswirtschaftslehre, Politik und Psychologie. Nach dem Diplom 1985 promovierte er 1988 mit einer zeitgeschichtlichen Arbeit über die Vergangenheitsbewältigung in der Bundesrepublik der 1950er-Jahre am Beispiel der Illustrierten Quick und Stern.  Die gekürzte, aber illustrierte Neuauflage von Bombenstimmung und Katzenjammer – Die Verarbeitung der nationalsozialistischen Ära in den Fünfziger Jahren (1989) erschien 1995 unter dem Titel Die leuchtenden Augen der Frontsoldaten – Nationalsozialismus und Krieg in den Illustriertenromanen der Fünfziger Jahre im Metropol Verlag.
1989/1990 absolvierte Michael Schornstheimer ein Redaktionsvolontariat beim Sender Freies Berlin. Seitdem ist er in Berlin freiberuflicher Kultur- und Wissenschafts-Journalist, überwiegend für den ARD-Hörfunk und DKultur. Mit dem Wintersemester 2009/10 wurde er außerdem wissenschaftlicher Mitarbeiter der Abteilung Journalistik am Institut für Kommunikations- und Medienwissenschaft der Universität Leipzig. Er unterrichtete bis zum Sommersemester 2020 angehende Radio- sowie Print- und Onlinejournalisten und leitete die Lehrredaktion Hörfunk.

## Werke

### Bücher
- Bombenstimmung und Katzenjammer. Vergangenheitsbewältigung: Quick und Stern in den 50er Jahren. Dissertation. Pahl-Rugenstein, Köln 1989, ISBN 3-7609-1278-8.
- Die leuchtenden Augen der Frontsoldaten. Nationalsozialismus und Krieg in den Illustriertenromanen der fünfziger Jahre. Metropol, Berlin 1995, ISBN 3-926893-05-2.

### Aufsätze
- Wie das „Unternehmen Barbarossa“ zum Abenteuerurlaub wurde In: Cicero – Magazin für Politische Kultur. 6/2011
- Epitaph einer Epoche. Leonardo Paduras Roman über die Ermordung Trotzkis In: Neue Gesellschaft. Frankfurter Hefte. 4/2011 (PDF)
- Bildungsverächter In: Neue Gesellschaft. Frankfurter Hefte. 10/2009 (PDF)
- Der Clash des Journalismus. In: Neue Gesellschaft. Frankfurter Hefte. 6/2008 (PDF)
- Die Abschaffung des Journalismus im Medienzeitalter. In: Neue Gesellschaft. Frankfurter Hefte. 5/2008 (PDF)
- Harmlose Idealisten und draufgängerische Soldaten. In: Vernichtungskrieg – Katalog zur Ausstellung „Verbrechen der Wehrmacht“. Hamburg 1995
- Widersacher der Resignation: Der Ökonom Albert O. Hirschman. In: Exil. Nr. 2, 1994.
- Wohin mit den Erinnerungen an eine dreckige Zeit?. In: Mittelweg. Hamburg 1993.

### CDs
- Sebastian Haffner: Geschichte eines Deutschen – im Gespräch mit M. Schornstheimer.

### ARD-Hörfunk
Seit 1990 etwa 2500 Rundfunkbeiträge.

### Dokumentationen/Features
- Sozialer Kitt zu hohem Preis? Die Schattenseiten des „Dritten Sektors“ (RBB, Kulturradio)
- Recycling statt Recherche? Wie PR-Agenturen und Internet Journalismus verändern (DLR, aus Forschung und Gesellschaft)
- Die Krise der britischen Nachrichtenindustrie Zu einer empirischen Untersuchung der Cardiff University, (RBB Kulturradio)
- Mit Kindern und neuem Schwung. Zum Familienbild der 30–Jährigen (RBB, Kulturradio, Perspektiven)
- Der ignorierte Abgang: Sterben und Tod in der individualisierten Gesellschaft (DLR, Zeitreise)
- Vertraute Fremde, schwer fassbare Freundin: über Kreativität – Die Kunst des Neuen Philosophenkongress an der TUB (DLR)
- Das Raunen des Philosophen – wird Giorgio Agamben Kult? (DLR/RBB)
- Die Künstler sind Könige – Der Reichtum der kapverdischen Kultur (RBB)
- Volltrottel mit Couch? – Psychotherapeuten im Unterhaltungsfilm (RBB)
- Der Panama-Hut – oder was einen guten Therapeuten ausmacht (SFB/SWR)
- Gala mit Gauguin – Feiern im Museum (SFB/Gulliver)
- Wie geil ist Gewalt? – zur gesellschaftlichen Gewaltbereitschaft in unserer Gesellschaft (SFB/Perspektiven)
- Der Fabricator –  Wundermaschine oder Vorbote der postindustriellen Gesellschaft? Neue Konzepte der Arbeit (RBB/Kulturradio, Wissenschaft)
- Eveline Goodman-Thau – Porträt der ersten orthodoxen Rabbinerin (SFB/Kulturtermin)
- Geschichten einer Ausstellung – zur Eröffnung des Jüdischen Museums in Berlin (NDR)
- Ich machte es, weil ich besessen war – Dem Holocaust-Forscher Raul Hilberg zum 75. Geburtstag (NDR/SFB/BR)
- Niemals zu alt – ein Porträt der Tänzerin Lotte Goslar (ORB, ORF)
- Ich hatte nie das Gefühl von Bange gehabt. Der vertriebene deutsche Jude Felix Posen erinnert sich (ORB/DW)
- Der Schattenspringer – Das Leben des Kabarettisten Georg Kreisler (ORB/WDR)
- Will Schaber – ein Porträt eines Deutschen in New York (DW, SWF).
- 60 Jahre „reconstruction“: Aufbau – eine deutsch-jüdische Zeitschrift in New York (NDR/SFB/DW/WDR)
- Edgar Hilsenrath – Ein Porträt zum Siebzigsten Geburtstag (BR, SR, WDR)
- Ein Deutscher in New York: Leo Glückselig (SDR)
- Der Kunstgeschichten-Erzähler – Porträt von Ernst Gombrich (WDR/BR/SFB)
- Die Deutsche Akademie und die American Guild for German Cultural Freedom (DW/WDR)
- Lehmann, Winter, März – aber kein Aprilscherz – ein Porträt des Schriftstellers und Physiotherapeuten Konrad Merz (DW, WDR)
- Ein Gast nimmt leise seinen Hut und geht – Ein Porträt zum Tode von Hans Sahl (ORF)
- „Was haben wir daraus gelernt?“ – Die „Endlösung der Judenfrage“ und der 50. Jahrestag der Wannseekonferenz (SR)
- Dichter, Arzt, Wissenschaftler – Ein Porträt von Hans Keilson. ORB/ORF/WDR/SWF.
- Polemiker aus Leidenschaft – Ein Porträt des Biochemikers und Schriftstellers Erwin Chargaff (DW/WDR/ORB/SFB/MDR)
- Professioneller Panikmacher – Günther Anders zum 90. Geburtstag (RB/NDR/WDR)
- Schädelbasis-Lektionen – Bestandsaufnahme Junger deutscher Lyrik (MDR, SFB, NDR)
- Deutsches Selbstverständnis nach Demark und Goldmedaillen (DW)
- Das Lachen der Angst – Neue Brasilianische Großstadtliteratur (MDR)
- 400 Jahre Berliner Akademien der Künste und der Wissenschaften (DW)
- Täter, Opfer, Zuschauer – Raul Hilberg (DS-Kultur)
- Gehaßt, geliebt oder geduldet – Literaturagenten im internationalen Verlagsgeschäft (WDR, DW, DS-Kultur)
- Mexiko – Engel, Adler und gefiederte Schlangen – ein Panorama zeitgenössischer mexikanischer Literatur (DS-Kultur)
- Es kömmt drauf an sie zu verändern – Verheißungen und Gefahren utopischen Denkens (DS-Kultur)
- Emigrant in der Emigration – Zum 90. Geburtstag des Schriftstellers Hans Sahl (DLF/DS-Kultur/WDR)
- Der Stalinismus und die Renegaten (WDR)
- Wir flaggen nur Halbmast – Zum 500. Jahrestag der Entdeckung Amerikas (SFB)
- Die Sonnenfinsternis der DDR – Aufstieg und Niedergang des deutschen Kommunismus (SFB)
- Ernst Bloch und der Stalinismus (SFB)
- Der Mensch ist kein Arbeitstier, sondern ein Mußewesen – Technisierte Gesellschaft und ethisches Handeln (SFB)
- Relikte des Staatssozialismus? – oder was wird aus den osteuropäischen Kulturhäusern? (NDR, SFB)
- Paris-Ravensbrück-Berlin (DDR): Eine Deutsche des Jahrgangs 1914 erinnert sich ... (SFB/Kulturtermin)